# Workplace Shell
Die Workplace Shell (WPS) bildet zusammen mit und aufbauend auf dem Presentation Manager die objektorientierte grafische Benutzeroberfläche des Betriebssystems IBM OS/2 ab Version 2.00.
Zum Zeitpunkt der Einführung war die WPS bahnbrechend. Das andere Konzept und die Vielfalt der Funktionen wurde von vielen Neuanwendern jedoch als zu kompliziert empfunden, was OS/2 den Ruf einbrachte, schwer zu bedienen zu sein. Im Laufe der Zeit wurde eine Reihe von Konzepten und Funktionen der WPS nach und nach in grafische Benutzerschnittstellen anderer Betriebssysteme übernommen, beispielsweise KDE und Gnome für Unix-ähnliche Systeme sowie Windows.

## Objektorientierung
Das objektorientierte Konzept der WPS zeigt sich an mehreren Stellen der Bedienung:
Teilkomponenten des Systems, Laufwerke, Dateien und Verzeichnisse, Drucker sowie Verweise auf Programme werden als Objekt abgebildet und lassen sich über Kontextmenüs und Drag-and-Drop-Vorgänge manipulieren. Auf diese Weise lassen sich z. B. sowohl Dateien kopieren als auch Schriften und Farben in Fenstern anpassen.
Kennzeichnend ist weiter der dokumentorientierte Arbeitsansatz. Anstatt eine Anwendung zu starten und von dort aus neue Dokumente anzulegen und vorhandene zu bearbeiten, werden Anwendungen vom Dokument aus mit diesem gestartet. Zum Anlegen neuer Dokumente können sogenannte Schablonen mit keinem oder vorgefertigtem Inhalt verwendet werden. Typen von Dokumenten können jeweils mit mehreren Anwendungen verknüpft werden, so dass ausgewählt werden kann, mit welcher Anwendung das Dokument geöffnet werden soll.
Beim Aufruf der Hilfefunktion werden schließlich Informationen zum gerade ausgewählten Objekt oder auch Menüeintrag angezeigt.
Die Objektorientierung zeigt sich ebenfalls im internen Aufbau der Workplace Shell, der mit Hilfe des System Object Model (SOM) realisiert ist. Sie setzt sich aus einem hierarchischen Baum von WPS-Klassen zusammen, die jeweils Eigenschaften und Manipulationsmöglichkeiten der einzelnen Objekttypen implementieren. Besonders wichtig sind hierbei die Konzepte der Vererbung und Ersetzung. Diese ermöglichen es Entwicklern, ohne Kenntnis des WPS-Quellcodes neue Komponenten und Anwendungen hinzuzufügen und bestehende zu erweitern, zu verändern oder sogar vollständig zu ersetzen. Hervorstechendste Beispiele für diese Technik sind die Open-Source-Projekte XWorkplace, das die eigentliche Benutzeroberfläche umfassend erweitert, und Audio/Data-CD-Creator, eine sich in das System integrierende Software zum Brennen von CDs und DVDs.

## Geschichte
Die WPS wurde mit OS/2 2.0 eingeführt und ersetzte den ab Version 1.1 vorhandenen Desktop-Manager, der in Erscheinungsbild und Funktion sehr dem Programm-Manager älterer Windows-Versionen bis 3.11 ähnelte. Mit Erscheinen neuer Versionen des Betriebssystems ging auch jeweils eine Überarbeitung des Erscheinungsbildes und eine Erweiterung der Funktion einher.
Mit OS/2 2.1 wurde beispielsweise der Multimedia Presentation Manager (MMPM/2) eingeführt, der systemweite Unterstützung für verschiedene Bild-, Audio- und Videoformate bietet.
In OS/2 Warp Version 4 wurden der MMPM/2 und die Einbindung der Netzwerkkomponenten verbessert und eine Sprachsteuerung namens VoiceType eingeführt.
eComStation enthält ab Version 1.1 eine im Funktionsumfang reduzierte Version der Open-Source-Software XWorkplace und ab Version 1.2 wurden weite Teile des Multimedia-Subsystems ersetzt und funktionsmäßig erweitert.